# Jo In-hee
Jo In-hee (ur. 25 lutego 1989) – koreańska biathlonistka. Zadebiutowała w biathlonie w rozgrywkach Pucharu Europy w roku 2005.
Starty w Pucharze Świata rozpoczęła zawodami w Hochfilzen w roku 2006 zajmując 98. miejsce w biegu indywidualnym. Jej najlepszy dotychczasowy wynik w Pucharze świata to 67. miejsce w biegu indywidualnym w P'yŏngch'ang w sezonie 2008/09.
Na Mistrzostwach świata w roku 2008 w Östersund zajęła 89. miejsce w sprincie oraz 19 w sztafecie. Na Mistrzostwach świata w roku 2009 w Pjongczangu zajęła 67. miejsce w biegu indywidualnym, 96 w sprincie i 17 w sztafecie.

## Osiągnięcia

### Mistrzostwa świata
- 2008 Östersund – 89. (sprint), 19. (sztafeta)
- 2009 P'yŏngch'ang – 67. (bieg indywidualny), 96. (sprint), 17. (sztafeta)